# 都染洞
都染洞（トリョムどう、トリョムドン）は、ソウル特別市鐘路区にある法定洞である。行政洞である社稷洞の管轄下にある。北には積善洞、東には世宗路、南には唐珠洞、西には内需洞と接している。

## 洞名の由来
都染という地名は、朝鮮時代の宮内で必要とする織物の染色を司る都染署に由来する。

## 名所
政府ソウル庁舎の別館が社稷路8ギル60番建物(都染洞95-1番地)に位置する。